# دریاچه پارز
دریاچه پارز (به لاتین: Lake Parz) (به معنی: دریاچه زلال) یک دریاچه کوچکی در ارمنستان است که در استان تاووش واقع شده‌است. این دریاچه در پارک ملی دیلیجان در شرق شهر دیلیجان در ارتفاع ۱٬۳۳۴ متری قرار گرفته است

## نگارخانه

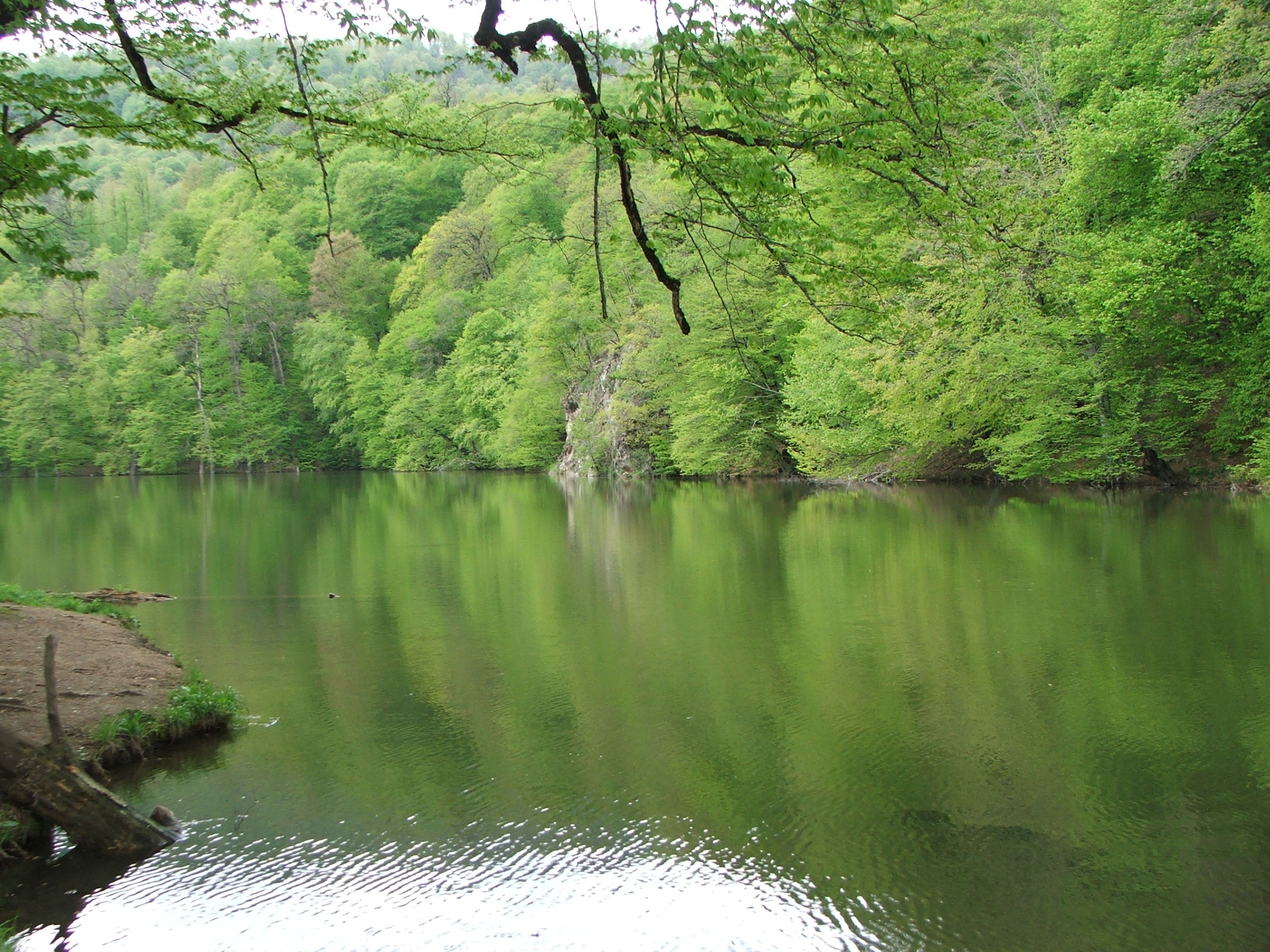
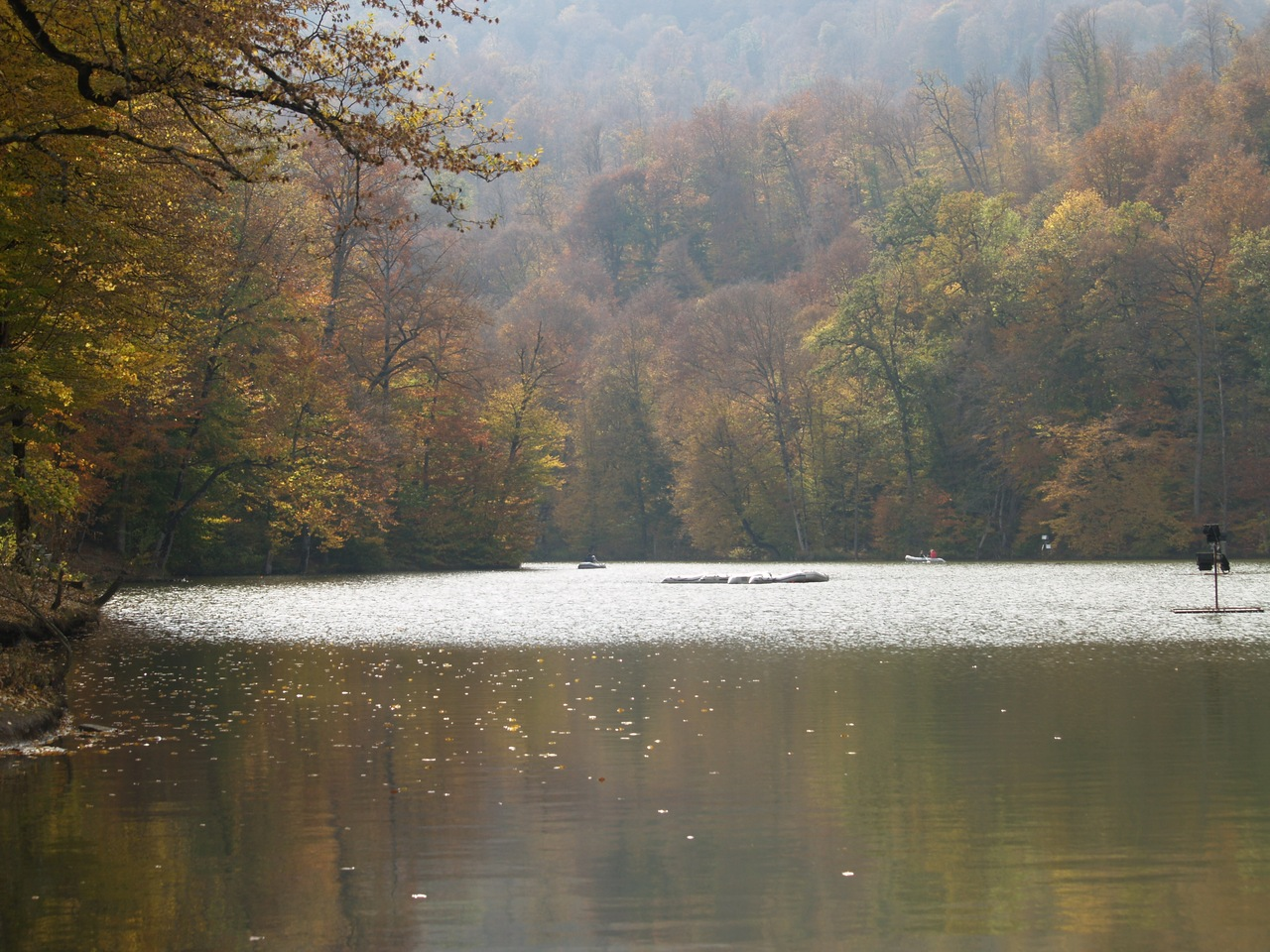